# Paléontologie des Odonatoptera
Le super-ordre des Odonatoptera regroupe essentiellement les ordres  des Meganisoptera  et des Odonata. Seul ce dernier présente des espèces encore en vie aujourd'hui. L'ordre des Meganisoptera (ex-protodonates) est éteint. Il a laissé des traces fossiles à partir de la fin du Carbonifère, jusqu'au début du Jurassique. Ces insectes sont les plus grands répertoriés à ce jour aussi bien dans le répertoire fossile que parmi les espèces actuelles, avec une envergure d'ailes atteignant 71 centimètres et une longueur du corps 43 centimètres,.
Ces méganisoptères géants vivaient sous des températures tropicales et, selon les données fossiles, leur mode de vie était plutôt semblable à celui des odonates actuels. Leurs morphologies, hormis leurs tailles, sont très semblables. Les méganisoptères présentaient des pattes hérissées de piquants, ils étaient munis de larges mandibules et des ailes de forme similaire aux odonates actuels, c'est-à-dire longues et étroites.

## Histoire évolutive

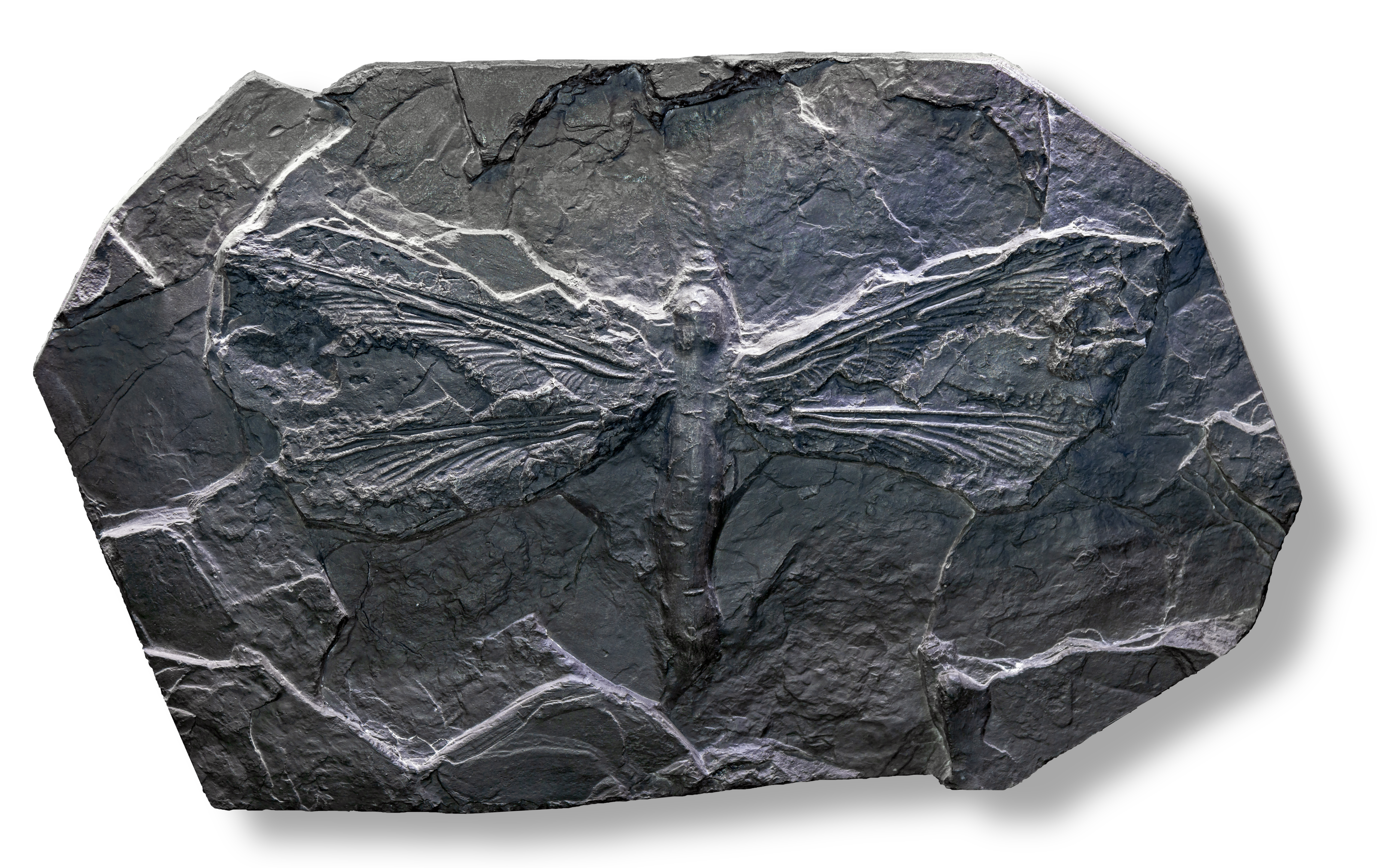
La « libellule géante » du Carbonifère supérieur, Meganeura monyi, atteint une envergure d'environ 68 centimètres (Muséum de Toulouse).

Il a été démontré que c'est à l'époque de leur apparition, lors du Mésozoïque, que les odonates ont diversifié leur régime alimentaire afin de répondre aux nouvelles pressions évolutives dues à d'autres compétiteurs volants apparus à cette époque : les oiseaux. Étant des prédateurs insectivores, il est avantageux pour les libellules et les demoiselles de se nourrir d'une grande variété d'insectes afin de ne pas manquer de nourriture, et ce, malgré les oiseaux insectivores qui prennent une partie des ressources. D'ailleurs, l'une des hypothèses les plus soutenues par les chercheurs en ce qui a trait au développement des reptiles volants, réside justement dans cette chasse aux insectes, qui les poussaient à chasser en hauteur, là où la nourriture était la plus abondantes. Selon cette hypothèse, sans les insectes volants, il n'y aurait peut-être pas d'oiseaux aujourd'hui.
Avant cette période, les insectes étaient les seuls à occuper le ciel et avaient le monopole. La raison à cette colonisation aérienne réside à la fin du Paléozoïque, une période caractérisée par le grand nombre d'insectivores terrestres, tels que les amphibiens et les arthropodes prédateurs comme les arachnides. Les insectes les plus aptes à fuir ces insectivores ont développé un moyen très utile de se retrouver hors de leur portée : le vol. C'est à cette période que sont apparues les premiers insectes ailés, et parmi ces précurseurs, les Méganisoptères.

## Registre fossile

### Odonates
Il existe plusieurs types de fossiles, mais ceux qui renseignent le mieux sur les odonates depuis le Mésozoïque sont les fossiles d'ambre. 
Formés surtout à partir du Tertiaire il y a 50 millions d'années, il s'agit surtout d'arthropodes restés prisonniers dans la résine de pin à cette époque. Comme la résine ne coule pas des conifères en grande quantité, seuls des petits spécimens, qui ne se seraient certainement pas aussi bien fossilisés dans des formations rocheuses, y sont retrouvés. Puisqu'ils sont vivants au moment où ils se collent dans la résine, les caractères sont remarquablement bien conservés. Il est possible également avec ces fossiles d'ambre d'apprendre beaucoup sur le mode de vie des insectes ; on peut savoir s'ils interagissaient avec d'autres individus (s'ils sont plusieurs dans le même morceau fossile), savoir qui étaient leurs parasites, le milieu ou le substrat où ils vivaient, ou encore leur régime alimentaire, en fonction de ce que l'on retrouve dans l'ambre associé avec leurs fossiles. C'est pour cette raison, entre autres, que cette période géologique est la plus documentée au niveau des insectes et autres petits organismes.
Les spécimens d'odonates fossiles retrouvés dans ces gouttes d'ambre sont souvent entiers et bien conservés. La majorité de ces fossiles sont des demoiselles (sous-ordre des Zygoptera) puisqu'elles sont plus petites, donc plus facilement prises dans une goutte de résine, mais aussi parce qu'elles vivent généralement là où la végétation est dense, et où il y a une plus grande quantité de ces gouttes collantes. Les libellules, (sous-ordre des Anisoptera) sont plus grosses et vivent dans des espaces dégagés, ce qui minimise la possibilité qu'elles soient piégées dans la résine. Parmi ces fossiles d'ambre, certains ne sont pas des spécimens adultes ; on y retrouve des exuvies et/ou deslarves aquatiques.

### Méganisoptères

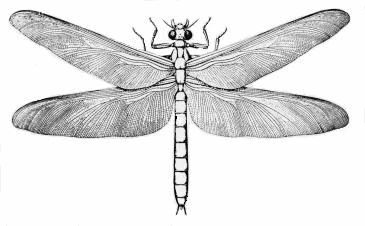
Illustration d'un méganisoptère du genre Meganeura.

Les seules informations sur l'ordre des méganisoptères proviennent du registre fossile, et peu de spécimens sont intacts. La principale différence d'informations disponibles entre les fossiles d'odonates et ceux des méganisoptères réside dans la nature des fossiles. Comme il s'agit d'un groupe éteint depuis le début de l'ère mésozoïque, il n'y a pas de fossile d'ambre pour les méganisoptères, tandis qu'ils sont très informatifs dans le cas des odonates. Seules des empreintes fossiles de méganisoptères ont été trouvées, ce qui limite beaucoup les connaissances actuelles sur cet ordre. Ce type de fossiles se forme dans la vase ou les roches et ne conserve que les parties dures de l'organisme (en général), tel les os ou, dans ce cas-ci, l'exosquelette. C'est pourquoi ces fossiles, bien qu'ils renseignent sur plusieurs aspects physiques de l'insecte, ne permettent pas d'en extraire beaucoup d'information sur leur mode de vie. On reconnait malgré tout plusieurs familles, genres et espèces de méganisoptères, principalement en analysant la nervation très complexe des ailes fossilisées. 

### Larves

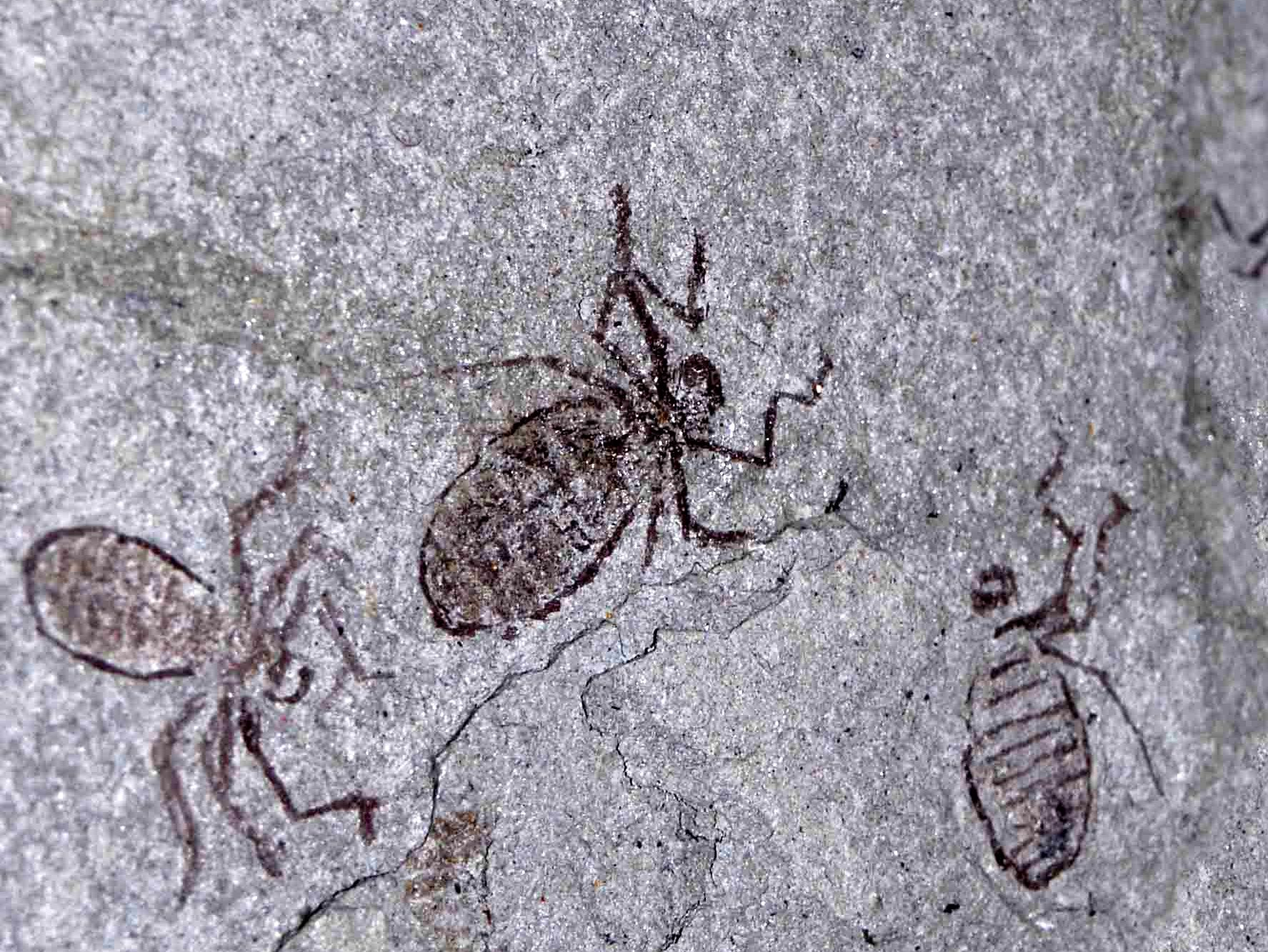
Fossile de larves de Libellula doris. Cette espèce du Miocène a été découverte en France, Allemagne et Italie

En ce qui concerne les larves, elles peuvent se retrouver dans l'ambre, comme mentionné plus haut dans le cas des odonates, mais dans le cas d'une fossilisation par sédimentation, seules les parties dures peuvent être conservées. Les larves étant généralement plus molles et moins sclérifiées que les adultes, elles ont laissé très peu de traces derrière elles et, malheureusement, aucune larve de méganisoptère n'a été retrouvée, d'où le questionnement à savoir si la larve était déjà aquatique chez ce groupe primitif, ou bien si elle était terrestre et que seule la lignée des odonates a développé une larve vivant dans les lacs.

## Apparition de la larve aquatique au cours de l'évolution
Compte tenu de la ressemblance morphologique très marquée entre les odonates et les méganisoptères, excepté en ce qui a trait à leur taille, une hypothèse selon laquelle leur biologie pourrait possiblement être la même a été énoncée par Carpenter en 1953. Toutefois, comme il le souligne dans son article, ces larves sont complètement inconnues, puisqu'aucun spécimen n'a été trouvé; il ne peut que supposer que les deux ordres présentent une similitude de plus.
Selon une autre hypothèse, les larves de méganisoptères se développaient plutôt dans les endroits humides et boueux près des étangs, adoptant un mode de vie semi-terrestre pour chasser les arthropodes terrestres comme les araignées ou les coléoptères. L'ère Mésozoïque ayant vu l'apparition de beaucoup de prédateurs d'insectes terrestres, il est possible que les larves aient préférer migrer vers une nouvelle niche écologique aquatique où elles trouvaient plus de nourriture, tout en ne changeant pas leur régime alimentaire trop drastiquement. De plus, si la sélection naturelle a favorisé la larve aquatique, il est possible que le changement se soit produit relativement rapidement. La distribution des ancêtres d'odonates se limitait aux régions tropicales et, si on se fie aux espèces actuelles, on peut compter plusieurs générations par année dans des régions au climat sensiblement proche des conditions météorologiques du Mésozoïque. Un cycle de vie rapide favorise la sélection naturelle.
Deuxièmement, certains zygoptères (libellules) pondent leurs œufs dans de petites quantités d'eau accumulées sur les feuilles à la base des arbres, plutôt que dans les étangs comme la majorité des odonates. Aussi, un autre cas particulier, Podopteryx selysi, une espèce d'une famille plutôt basale de (Megapodagrionidae) pond dans les trous des arbres où s'est accumulée l'eau de pluie. Quelques cas exceptionnels de larves terrestres sont également mentionnés par Winstanley en 1983. Ceci serait une preuve d'une transition récente du mode de vie de la larve ; autrefois terrestre.
Les odonates font partie des plus vieux taxons d'insectes , il est donc possible que d'aussi grands changements soient survenus dans leur histoire, tout en laissant quelques traces.

## Le gigantisme des méganisoptères liés à la disponibilité en Oxygène
Des controverses se sont élevées sur la question de savoir comment les insectes du Carbonifère avaient pu devenir aussi grands. La façon dont le dioxygène se diffuse à travers le système respiratoire trachéen impose à la taille du corps une limite maximale, que cependant les insectes du Carbonifère semblent avoir dépassée. D'abord on a proposé que Meganeura pouvait voler du fait qu'à cette époque il y avait davantage de dioxygène dans l'atmosphère que les vingt et un pour cent actuels. Cette théorie a été abandonnée par la suite, mais elle a retrouvé crédit en 1999 grâce à des études sur la relation entre le gigantisme et la disponibilité en dioxygène. Si cette théorie est correcte, ces insectes géants auraient été dangereusement sensibles à la décroissance subite des niveaux de dioxygène, et ils n'auraient pas été capables de survivre dans la nouvelle atmosphère.